# كلير فايفر غاريت
كلير فايفر غاريت (بالإنجليزية: Clare Pfeifer Garrett)‏ هي نحّاتة أمريكية، ولدت في 26 يوليو 1882 في بيتسبرغ في الولايات المتحدة، وتوفيت في 15 مايو 1946 في نيويورك في الولايات المتحدة.